# Pesaro
Pesaro (łac. Pisaurum) – miasto i gmina w środkowych Włoszech, w regionie Marche, w prowincji Pesaro i Urbino - leży przy ujściu rzeki Foglia do  Morza Adriatyckiego. Według danych na 30 listopada 2024 r. gminę zamieszkiwało 95 342 osób, 752,09 os./km².
Jest to jeden z ośrodków administracyjnych prowincji Pesaro i Urbino (drugim ośrodkiem administracyjnym tej prowincji jest Urbino); stocznia, produkcja motocykli i skuterów; przemysł chemiczny, meblowy, włókienniczy i ceramiczny; port handlowy i rybacki, kąpielisko morskie.
W miejscowości jest stacja kolejowa Pesaro.
Pesaro słynie z dorocznego festiwalu operowego Gioacchino Rossiniego.

## Atrakcje turystyczne
- starożytne Pisaurum, pozostałości mostu rzymskiego, forteca (XV w.)
- gotycka katedra (XIII, XIX w.), kościoły
- renesansowe centrum z Palazzo Ducale (XV, XVI w.)
- teatr, opera, muzea, galerie
- festiwale muzyczne
- filmowe festiwale

## Współpraca
- Rovinj, Chorwacja
- Nanterre, Francja
- Lublana, Słowenia
- Watford, Wielka Brytania
- Qinhuangdao, Chińska Republika Ludowa
- Rafah, Palestyna
- Keita, Niger
- Reșița, Rumunia